# Olio di semi di girasole

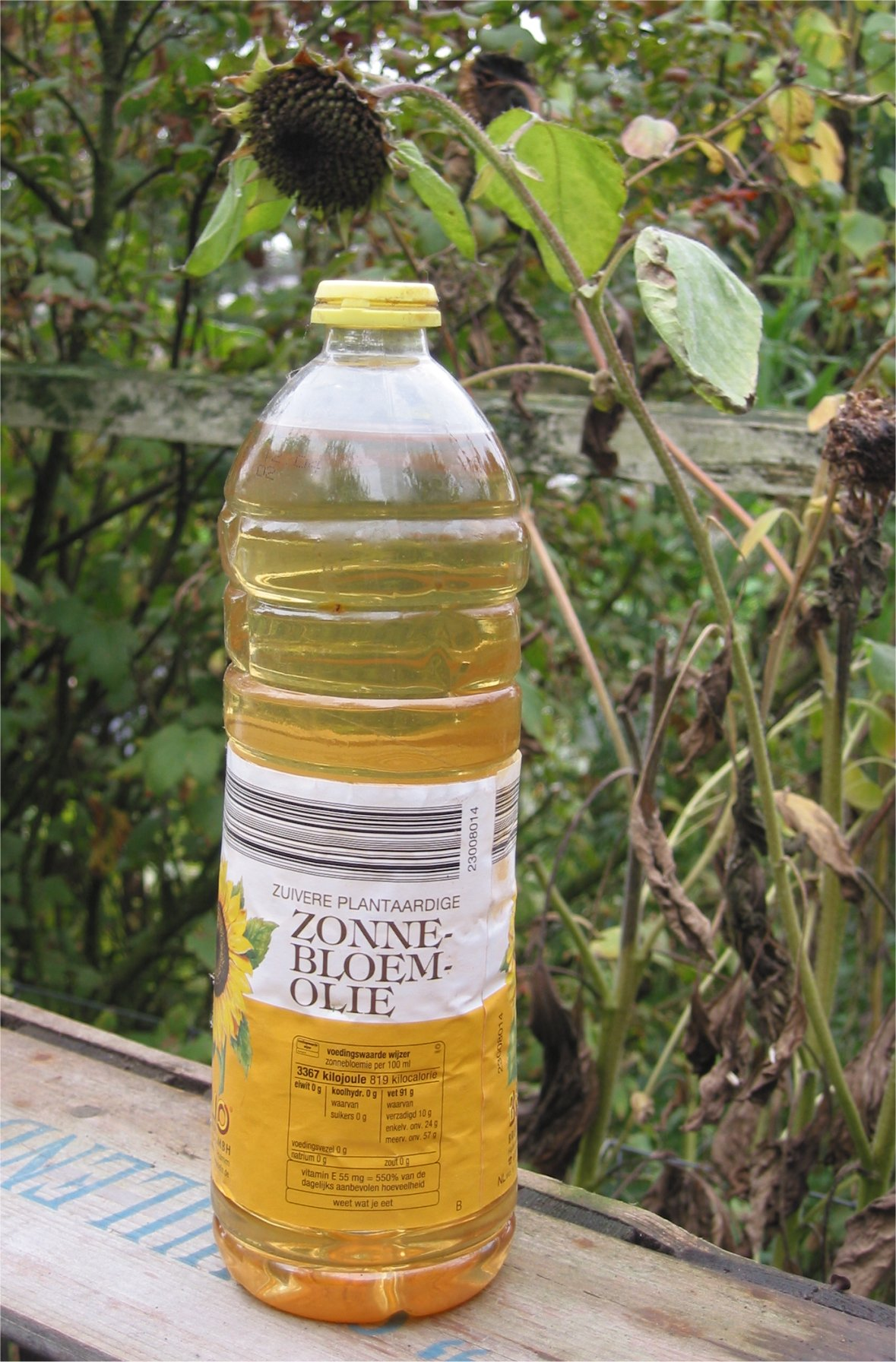
Olio di semi di girasole

L'olio di semi di girasole è l'olio estratto dai semi del girasole (Helianthus annuus L.) e da cultivar o varietà mutanti sviluppate appositamente per modificarne la composizione in acidi grassi.
L'olio di semi di girasole contiene trigliceridi, con un elevato contenuto di acido linoleico. 
L'alta percentuale di acidi grassi polinsaturi lo rende particolarmente suscettibile all'ossidazione e all'irrancidimento. 
Nel 1976 è stata sviluppata in Russia la prima varietà a libera impollinazione mutante, Pervenets, con alto contenuto di acido oleico.
La mutazione, ottenuta chimicamente con dimetilsolfato (DMS), comportava un tenore di acido oleico anche superiore al 70%.
Negli anni successivi con tecniche di miglioramento genetico tradizionali, negli USA sono stati prodotti molti ibridi, in cui è rintracciabile il gene alto oleico della popolazione "Pervenets". Con il nome generico di NuSun le cultivar nordamericane a medio contenuto in acido oleico hanno raggiunto in USA il milione di acri coltivati (circa 405000 ha coltivati). Nonostante siano state sviluppate molte cultivar sia con mutagenesi chimica sia con l'uso delle radiazioni, si considerano varietà naturali non essendo transgeniche.
Con mutazioni transgeniche è possibile, come si è fatto per l'olio di colza, realizzare cultivar derivati dal girasole in grado di produrre oli con una specifica distribuzione di acidi grassi.

## Produzione
| I maggiori produttori di olio di girasole nel 2018 | I maggiori produttori di olio di girasole nel 2018 |
| Paese                                              | Produzione (tonnellate)                            |
| -------------------------------------------------- | -------------------------------------------------- |
| Ucraina                                            | 5.148.606                                          |
| Russia                                             | 4.642.815                                          |
| Argentina                                          | 1.304.700                                          |
| Turchia                                            | 990.000                                            |
| Ungheria                                           | 694.200                                            |
| Francia                                            | 615.000                                            |
| Spagna                                             | 525.300                                            |
| Romania                                            | 514.671                                            |
| Bulgaria                                           | 486.600                                            |
| Sudafrica                                          | 296.500                                            |

Il girasole è la quarta fonte di olio più grande al mondo, dopo palma, soia,  e canola (colza a basso tenore di acido erucico). La domanda di olio di girasole è aumentata notevolmente alla fine del XX secolo, quando la margarina ad alto contenuto di acidi grassi polinsaturi (PUFA) è stata sempre più richiesta per motivi di salute. L'olio di girasole è uno degli oli vegetali più popolari e in alcuni paesi è preferito agli oli di soia, di semi di cotone e di palma ma deve affrontare una forte concorrenza, a causa della maggior redditività di altri oli vegetali. Le aree geografiche di crescita del girasole sono limitate e la coltura del girasole subisce la pressione competitiva di altre colture regionali. A fronte di una crescente domanda globale di oli vegetali la crescita della produzione dell'olio di girasole ha subito interruzioni. Negli Stati Uniti la soia ha sottratto superficie coltivata al girasole. In Europa, c'è stato uno spostamento verso la canola per la produzione di bio-diesel.
All'inizio del X secolo sono state sviluppate e selezionate varietà con un'alta resa di olio mentre dal 1980 sono stati offerti al mercato oli di girasole ad alto e medio contenuto di acido oleico.
Produzione mondiale di olio di semi di girasole (t)Anno05 Mln10 Mln15 Mln20 Mln25 Mln1961197019791988199720062015Produzione in tonnellate

## Composizione
In tutti gli oli vegetali la composizione può variare in funzione della cultivar, delle condizioni ambientali, della raccolta e della lavorazione. 
Ci sono diversi oli di girasole con composizione differente.
I principali sono:
- SO olio di semi di girasole, Helianthus annuus.[6]
- SOHO olio ad alto tenore di acido oleico da semi di una varietà derivata dal girasole[6].
- SOMO olio a medio tenore di acido oleico da semi di una varietà derivata dal girasole.[6]

Legenda: concentrazioni tipiche in % w/w, media dei valori riportati nel Codex Alimentarius
| acido grasso        | n° atomi di C: n° doppi legami e ω | SO    | SOHO | SOMO  |
| ------------------- | ---------------------------------- | ----- | ---- | ----- |
| acido laurico       | 12:0                               | 0,05  | 0    | 0     |
| acido miristico     | 14:0                               | 0,1   | 0,05 | 0,5   |
| acido palmitico     | 16:0                               | 6,3   | 3,8  | 4,8   |
| acido palmitoleico  | 16:1ω7                             | 0,15  | 0,05 | 0,03  |
| acido margarico     | 17:0                               | 0,1   | 0,05 | 0,03  |
| acido eptadecenoico | 17:1ω8                             | 0,05  | 0,05 | 0,03  |
| acido stearico      | 18:0                               | 4,6   | 4,55 | 3,55  |
| acido oleico        | 18:1ω9                             | 26,7  | 82,9 | 57,45 |
| acido linoleico     | 18:2ω6                             | 61,15 | 9,55 | 32    |
| acido α-linolenico  | 18:3ω3                             | 0,15  | 0,15 | 0,25  |
| acido arachico      | 20:0                               | 0,3   | 0,35 | 0,25  |
| acido gadoleico     | 20:1ω9                             | 0,15  | 0,3  | 0,25  |
| acido beenico       | 22:0                               | 0,9   | 1,05 | 0,85  |
| acido erucico       | 22:1ω9                             | 0,15  | 0,15 | 0,05  |

La distribuzione di acidi grassi dell'olio di girasole a medio oleico è relativamente simile a quella dell'olio di oliva o dell'olio di argan.

L'olio di semi di girasole tipicamente contiene anche steroli, lecitina, tocoferoli, carotenoidi e cere. 

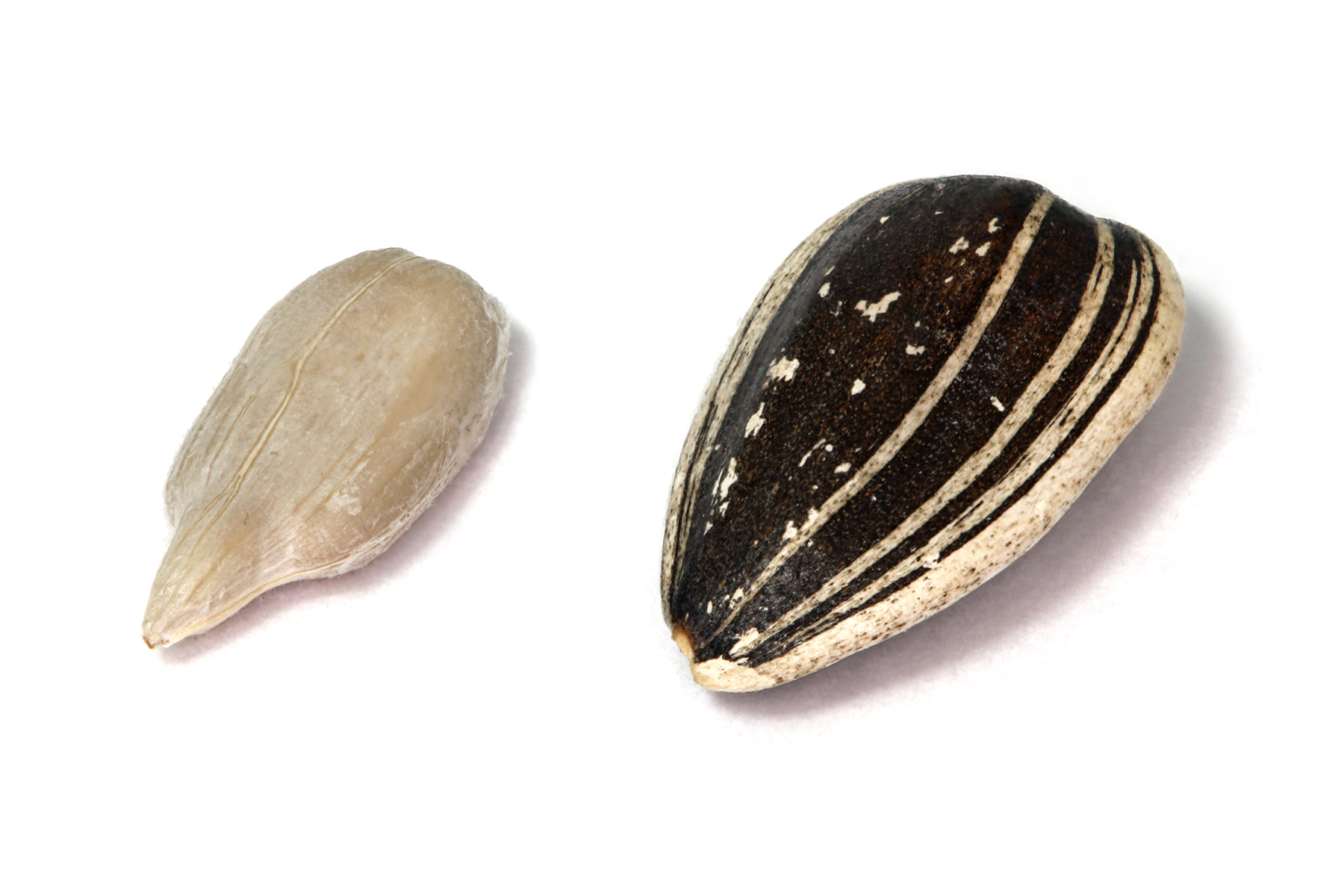
Semi di girasole con e senza involucro

## Proprietà fisiche
L'olio di semi di girasole è liquido a temperatura ambiente. L'olio raffinato è trasparente, con colore ambrato e un leggero odore grasso. La densità a 20 e 25 °C è tipicamente compresa tra 0,918 e 0,923 kg/dm³ e sempre a 20 °C l'indice di rifrazione è compreso tra 1,472 e 1,476.

## Usi
Come olio per friggere, l'olio di semi di girasole si comporta come un tipico olio vegetale composto di trigliceridi.
Le varietà con numero di iodio più basso, come l'olio di girasole ad alto contenuto in acido oleico, resistono meglio alla temperatura.
In cosmetica l'olio di girasoli si comporta come emolliente, ammorbidendo e lisciando la pelle.
Il nome dell'olio di semi di girasole secondo la classificazione INCI è HELIANTHUS ANNUUS SEED OIL.
La varietà ad alto oleico viene denominata:HELIANTHUS ANNUUS HYBRID OIL.